# 英國地理

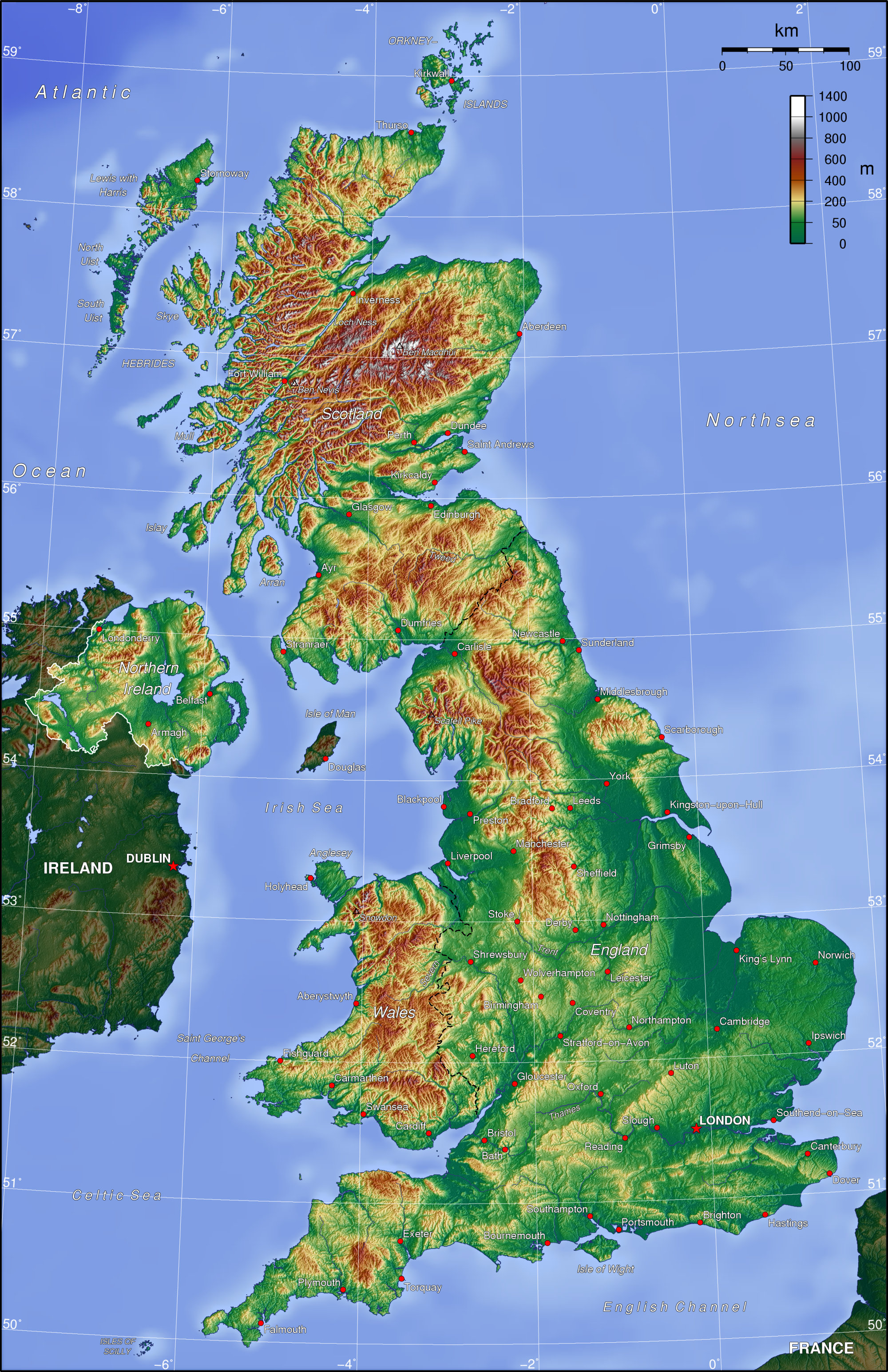
英国地形图

大不列颠和北爱尔兰联合王国（简称英国）位于西欧的一个岛国。总面积约为24.5万平方千米，领土由大不列颠岛上的英格兰、苏格兰和威尔士，以及占据了爱尔兰岛东北部六分之一土地的北爱尔兰及周边的岛屿组成。本土位于北纬49°N和59°N（设得兰群岛达到近61°N），东经11°W到2°E之间。位于东南伦敦的格林威治天文台是本初子午线的标准。
英国位于北大西洋与北海之间，南部隔英吉利海峡（又名拉芒什海峡）与法国相望，北爱尔兰与爱尔兰共和国共享360千米长的边境线。西南部的多佛海峡仅宽34（21英里）千米，由英法海底隧道连接多佛和法国的加莱。

## 政治地理
英国总面积约为24.5万平方千米，包括大不列颠岛，爱尔兰岛东北部的六分之一（北爱尔兰）和许多较小的岛屿（如海峡群岛等），其中英格兰是联合王国中最大的组成部分，面积为130410平方千米，超过英国总面积的一半；苏格兰是英国是第二大组成部分，面积为78772平方千米，约占英国总面积的三分之一；威尔士和北爱尔兰的面积要小得多，面积分别为20758平方千米和14160平方千米。
| 排名 | 名称 | 面积                                                                                             |
| ---- | --- | ------------------------------------------------------------------------------------------------ |
| 1    | 英格兰                                                                                                  | 130,427 km²                                                                                      |
| 1    | – 西南地区 – 东部地区 – 东南地区 – 东米德兰兹 – 约克郡-亨伯 – 西北地区 – 西米德兰兹 – 东北地区 – 大伦敦 | 23,837 km² 19,120 km² 19,096 km² 15,627 km² 15,420 km² 14,165 km² 12,998 km² 8,592 km² 1,572 km² |
| 2    | 苏格兰                                                                                                  | 78,772 km²                                                                                       |
| 3    | 威尔士                                                                                                  | 20,778 km²                                                                                       |
| 4    | 北爱尔兰                                                                                                | 13,843 km²                                                                                       |
|      | 联合王国                                                                                                | 243,820 km²                                                                                      |
|      | 海外领地                                                                                                | 1,727,570 km²                                                                                    |

英国宣称的英属南极领地面积为180万平方千米，福克兰群岛面积第二，为12173平方千米，余下的12个海外领地的面积总共为5997平方千米。

## 自然地理
英国各地的地理环境差异很大。英格兰大部分地区由低地组成，只有在西北方的Tees-Exe线外有一些山地。其中包括有湖区，峰区、埃克斯穆爾和达特穆尔的奔宁山脉和一些石灰岩山脉。苏格兰的地形是高地边界断层造成的，这个断层西起阿伦岛 ，东至阿伯丁郡的小镇斯通。断层造成两个不同的区域：西北部的苏格兰高地和东南部的苏格兰低地。威尔士主要由山地构成，只有南威尔士山地较少。爱尔兰地区涵盖了蒙恩山脈以及388平方（150平方英里）平方千米的内湖，这是英国与爱尔兰岛最大的湖泊。
英国地处中纬，常年受西风带控制，北大西洋暖流流经北部，全年温和多雨，为温带海洋性气候。四季气温甚少低于-11C°，高于35C°。风多从西北吹来，带来大西洋的潮湿天气，东部位于西风的背风地帶，所以东部较西部干燥。夏季最温暖的是英格兰南部，因为其地区緯度较低且城市热岛效应较强，而较寒冷的是纬度较高的苏格兰北部。冬季和高地的早春多大雪。

### 山地

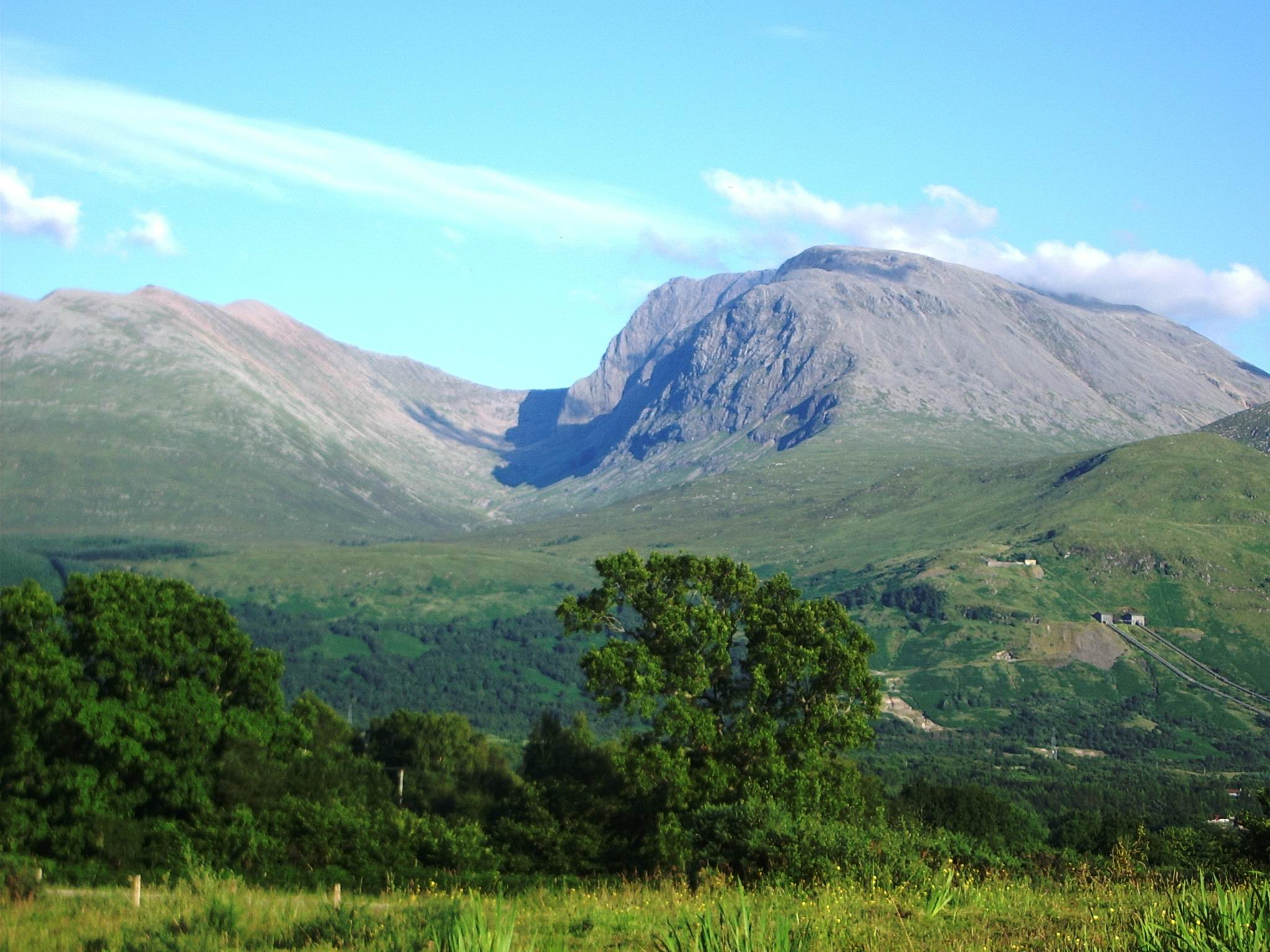
高达1344 m的本尼维斯山是英国的最高峰。

英国高度前十位的山峰均分布于苏格兰地区，而在英国每个地区的最高峰是：
- 苏格兰：本尼维斯山，1,344（4,409英尺）
- 威尔士：斯诺登山，1,085（3,560英尺）
- 英格兰：斯科费尔峰（坎布里安山脉），978（3,209英尺）
- 北爱尔兰：唐納德山（蒙恩山脈），852（2,795英尺）

整个英国的山地与丘陵的范围包括：
- 苏格兰：凯恩戈姆山脉，苏格兰高地，南部高地，格兰扁山脉
- 威尔士：布雷肯比肯斯，坎布里亞山脉，史諾多尼亞，黑山山脈（英语：Black Mountains, United Kingdom）
- 英格兰：奇維厄特丘陵，奇爾特恩丘陵，科茨沃尔德，达特穆尔，埃克斯穆尔，湖区，莫尔文丘陵，门迪普丘陵（英语：Mendip Hills），北唐斯丘陵（英语：North Downs），峰区，奔宁山脉，南唐斯丘陵（英语：South Downs）
- 北爱尔兰：蒙恩山脈，斯珀林山脉（英语：Sperrins）

英国的最低点位于沼澤區，海拔为−4（0英里）

### 河流
- 塞文河
  - 雅芳河 (華威郡)
- 泰晤士河
  - 科隆河
  - 蓋德河
- 特倫特河
- 大烏茲河
  - 康河
- 威河
  - 曼諾河
- 泰河
- 烏茲河
  - 頓河 (約克郡)
  - 烏爾河
  - 艾爾河
- 奈恩河
- 特威德河
- 伊登河
- 伊登河 (法夫)
- 雅芳河 (漢普郡)
- 雅芳河 (布里斯托)
- 蒂斯河
- 威瑟姆河（英语：River_Witham）
- 福伊尔河
- 泰恩河
- 梅西河
- 麥德威河
- 頓河 (亞伯丁郡)
- 迪河 (亞伯丁郡)
- 迪河 (威爾斯)
- 韋蘭河（英语：River_Welland）
- 塔馬河
- 威爾河
- 埃克斯河
- 拉干河
- 雅爾河
- 達特河
- 福斯河
- 内斯河
- 卡克米爾河

### 资源

#### 矿产
英国主要矿产包括：石油、天然气、煤（能源矿产）、锡、铁矿（金属矿产）、钾盐、重晶石、萤石、石膏（非金属矿产）等。英国非金属矿产丰富，但金属矿产资源较贫乏，只有少量铁、锡、铅、金、银等矿产。
英国原油探明储量约为5.3亿吨(2006年底)。原油储量绝大部分位于北海油气盆地；英国本土上也有部分陆上油气田，其中维奇法姆（Wytch Farm）油气田为欧洲最大的陆上油气田。英国天然气资源也比较丰富，天然气储量4814亿立方米(2006年)。
英国煤炭储量较为丰富，可采储量约为25亿吨(1997年)，占世界总储量的0.2%。
英国钾盐资源丰富，探明储量约2500万吨(2005年)，主要分布在柴郡、克利夫兰郡一带；高岭土资源非常丰富，探明资源量为18.15亿吨(2005年)，居世界第2位。晶石储量10万吨(2005年)，主要分布在北爱尔兰。

## 资料来源
1. 1 2  Oxford English Dictionary: "British Isles: a geographical term for the islands comprising Great Britain and Ireland with all their offshore islands including the Isle of Man and the Channel Islands."
2. 1 2 3  . The World Factbook. Central Intelligence Agency.   [23 September 2008]. （原始内容存档于2019-01-07）.
3. ↑  . www.gosw.gov.uk. Government Office for the South West.   [2007-04-18]. （原始内容存档于2007-03-22）.
4. ↑  . www.gose.gov.uk. Government Office for the South East.   [2007-04-18]. （原始内容存档于2007-09-28）.
5. ↑  . www.gonw.gov.uk. Government Office for the North West.   [2007-04-18]. （原始内容存档于2007-05-03）.
6. ↑  . www.gowm.gov.uk. Government Office for the West Midlands.   [2007-04-18]. （原始内容存档于2007-09-21）.
7. ↑  . www.gos.gov.uk/gone/. Government Office for the North East.   [2007-04-18]. （原始内容存档于2007-09-28）.
8. ↑  . www.gol.gov.uk. Government Office for London.   [2007-04-18]. （原始内容存档于2007-09-20）.
9. ↑  . www.scotland.org. Scotland – The Official Online Gateway.   [2007-04-18]. （原始内容存档于2008-06-21）.
10. ↑  . Ty le bong da. Welsh Assembly.   [2007-04-18]. （原始内容存档于2014-04-19）.
11. ↑  . Gazetteer for Scotland. University of Edinburgh.   [27 December 2010]. （原始内容存档于2012-05-27）.
12. ↑  . University of Ulster.   [22 May 2006]. （原始内容存档于2012-04-17）.
13. ↑  . Met Office.   [1 May 2011]. （原始内容存档于27 May 2012）.
14. ↑  Salkeld, Luke. . http://www.dailymail.co.uk/news/article-2070541/UK-weather-Snow-gales-blizzards-arctic-conditions-leave-Britain-shivering.html (London). 8 December 2011  [8 December 2011]. （原始内容存档于2017-05-02）. 外部链接存在于|work= (帮助)